# March (powieść)
March (ang. March, 2005) – powieść australijsko-amerykańskiej pisarki Geraldine Brooks. Jest spin-offem klasycznej powieści dla dziewcząt „Małe kobietki”, Louisy May Alcott. Zdobywca Nagrody Pulitzera w dziedzinie beletrystyki w 2006 roku.

## Fabuła
Akcja powieści rozgrywa się równolegle do „Małych kobietek”. Głównym bohaterem jest ojciec znanych z nich sióstr March. Mężczyzna zaangażowany jest po stronie Unii w amerykańską wojnę secesyjną. Do żony i córek pisuje regularnie listy.